# Pyramimitridae
Pyramimitridae zijn een familie van weekdieren uit de klasse van de Gastropoda (slakken).

## Geslachten
- Hortia Lozouet, 1999
- † Pyramimitra Conrad, 1865
- Teremitra Kantor, Lozouet, Puillandre & Bouchet, 2014
- Vaughanites Woodring, 1928